# Spirolobium
Spirolobium là chi thực vật có hoa trong họ Apocynaceae.